# Catasigerpes brunnerianus
Catasigerpes brunnerianus är en bönsyrseart som beskrevs av Henri Saussure 1871. Catasigerpes brunnerianus ingår i släktet Catasigerpes och familjen Hymenopodidae. Inga underarter finns listade i Catalogue of Life.